# کیزیل‌پینار
کیزیل‌پینار (به ترکی استانبولی: Kızılpınar) شهری است در کشور ترکیه که در استان تکیرداغ واقع شده‌است. جمعیت این شهر بر اساس سرشماری سال ۲۰۰۸ میلادی ۱۳٬۱۳۱ نفر و بر اساس برآوردهای سال ۲۰۰۹ میلادی ۱۵٬۲۹۴ نفر می‌باشد.